# Lithocarpus gougerotae
Lithocarpus gougerotae är en bokväxtart som beskrevs av Aimée Antoinette Camus. Lithocarpus gougerotae ingår i släktet Lithocarpus och familjen bokväxter. Inga underarter finns listade.